# Haplosyllis brevicirra
Haplosyllis brevicirra är en ringmaskart som beskrevs av Rioja 1941. Haplosyllis brevicirra ingår i släktet Haplosyllis och familjen Syllidae. Inga underarter finns listade i Catalogue of Life.